# Ace Gruenig
Robert Francis Gruenig, detto Ace (Chicago, 3 dicembre 1913 – Del Norte, 8 novembre 1958), è stato un cestista statunitense, membro del Naismith Memorial Basketball Hall of Fame dal 1963.
È considerato uno dei primi veri "giganti" e dominatori sotto canestro, forte dei suoi 203 centimetri di altezza e 104 chili di peso. La sua arma più efficace era il tiro gancio.
Giocò diverse stagioni nell'Amateur Athletic Union, venendo nominato 10 volte nell'All-America della lega. Tre le varie squadre, militò anche nei Denver Nuggets in AAU.
Dopo il ritiro, avvenuto nel 1949, allenò alcune squadre di college.